# Cincinnati Open 1999
Il Cincinnati Open 1999 (conosciuto anche come Great American Insurance ATP Championship per motivi di sponsorizzazione) è stato un torneo di tennis giocato sul cemento. È stata la 98ª edizione del Cincinnati Masters, che fa parte della categoria Super 9 nell'ambito dell'ATP Tour 1999. Il torneo si è giocato a Cincinnati in Ohio negli USA, dal 9 al 16 agosto 1999.

## Campioni

### Singolare
Pete Sampras ha battuto in finale  Patrick Rafter con il punteggio di 7–6(7), 6–3

### Doppio
Jonas Björkman /  Byron Black hanno battuto in finale  Todd Woodbridge /  Mark Woodforde con il punteggio di 6–1, 2–6, 7–6(3)